# Xã Shell Rock, Quận Freeborn, Minnesota
Xã Shell Rock (tiếng Anh: Shell Rock Township) là một xã thuộc quận Freeborn, tiểu bang Minnesota, Hoa Kỳ. Năm 2010, dân số của xã này là 427 người.